# Francisco Javier Rodríguez
Francisco Javier "Maza" Rodríguez Pinedo (født 10. oktober 1981 i Mazatlán, Mexico) er en mexicansk fodboldspiller, der spiller som midterforsvarer hos Lobos BUAP, udlejet fra Cruz Azul. Han har tidligere spillet for den mexicanske storklub Chivas, for hollandske PSV Eindhoven samt for tyske VfB Stuttgart.

## Karriere

### Cruz Azul
Den 4. juni 2015 blev det offentliggjort, at Francisco Javier Rodríguez skiftede til Cruz Azul.

## International karriere
Rodriguez står (pr. april 2018) noteret for 108 kampe og én scoring for Mexicos landshold, som han debuterede for i 2004. Han har blandt andet repræsenteret sit land ved OL i Athen 2004 samt ved VM i 2006, 2010 og 2014.